# X-Men: Gamesmaster's Legacy
X-Men: Gamesmaster's Legacy est un jeu vidéo d'action développé et édité par Sega sorti en 1995 sur Game Gear.

## Histoire
Le virus Legacy entraine la mort de nombreux mutants. Le Maître du Jeu détient le remède et propose aux X-Men de participer à un jeu pour l'obtenir. Mais il fait la même proposition à leurs ennemis.
Les X-Men se séparent pour retrouver le remède, mais plusieurs d'entre eux se font capturer. Cyclope et Tornade partent alors à leur recherche.

## Accueil
- GamePro : 4/5[1]